# برناردو ساينز
برناردو ساينز (بالإسبانية: Bernardo Sainz) هو لاعب كرة قدم مكسيكي في مركز الهجوم، ولد في 15 أبريل 1985 في مدينة مكسيكو في المكسيك. لعب مع طوروس نيزا ونادي بويبلا ونادي تيخوانا ونادي تيكوس.